# 새우아재비상과
새우아재비상과(Chirostyloidea)는 십각목 집게하목에 속하는 갑각류 상과의 하나이다. 새우아재비 등을 포함하고 있다.

## 분류
- 새우아재비상과(Chirostyloidea) Ortmann, 1892
  - 새우아재비과(Chirostylidae) Ortmann, 1892
  - 에우무니다과(Eumunididae) A. Milne Edwards & Bouvier, 1900
  - 키와과(Kiwaidae) Macpherson, Jones & Segonzac, 2005